# نینا خاچادوریان

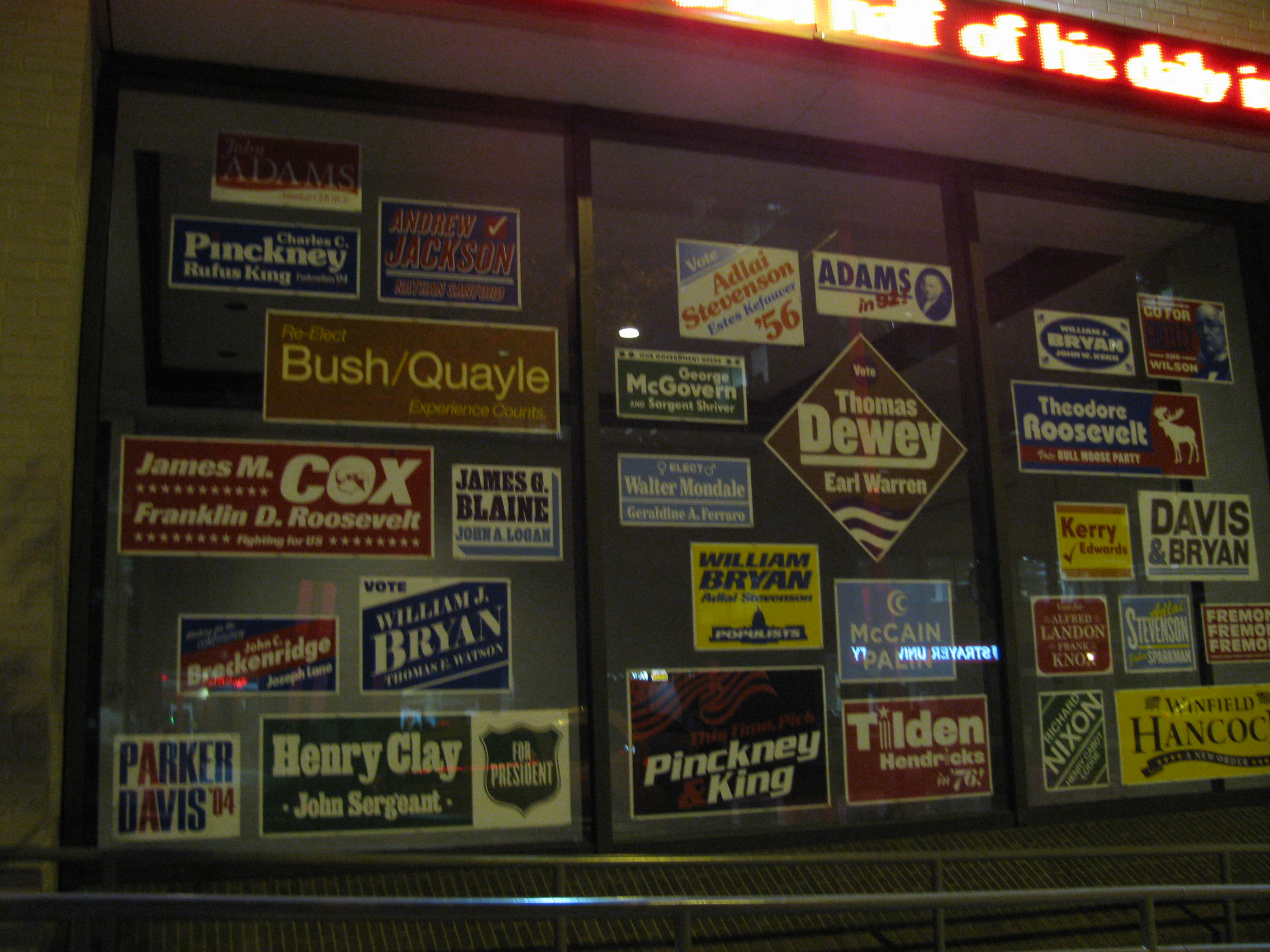

نینا خاچادوریان (ارمنی: Նինա Խաչատուրյան; انگلیسی: Nina Katchadourian؛ زادهٔ ۱۹۶۸) هنرمند ارمنی‌تبار اهل ایالات متحده آمریکا است. او در زمینه‌های عکاسی، مجسمه‌سازی، ویدئو و صدا برداری فعالیت دارد و بازیگری یکی از فعالیت مهم وی به‌شمار می‌رود. او با سبک «تابلو نقاشی توالت مدل فنلاندی‌اش» شناخته می‌شود، خاچادوریان دارای مجموعه ای از پرتره‌های خود است که در حمام هواپیما گرفته شده.